# Хатмуллино
Хатмуллино (баш. Хәтмулла) — упразднённый в 1986 году хутор Мутабашевского сельсовета Аскинского района Башкирской АССР.

## История
Село возникло в начале XX века. В поземельной переписи 1917 года зафиксировано как село Хатмуллино, входившее в Бирский уезд, Кубиязовской волости.
В 1952 году хутор Хатмуллино входил в Казанчинский сельсовет Аскинского района.
Исключён из учётных данных Указом Президиума ВС Башкирской АССР от 12.12.1986 N 6-2/396 «Об исключении из учетных данных некоторых населенных пунктов».

## Географическое положение
Расстояние к 1953 году до:
- центра сельсовета (Старые Казанчи): 11 км.
- районного центра (Аскино): 41 км,
- ближайшей железнодорожной станции (Чернушка): 53 км.

Расстояние к 1981 году до:
- центра сельсовета (Старый Мутабаш): 9 км.

## Население
В 1920 году учтено 11 дворов, 50 человек.
В 1969 году проживали 78 человек, преимущественно татары. 
В 1981 году проживали преимущественно башкиры.
По справке, составленной научным сотрудником Казанского института языка, литературы и искусств Дамиром Исхаковым, на анализе данных переписей  населения 1926–1979 годов было установлено, что местное население в рамках политики башкиризации, переписано с татар на башкир в 1979 году, а по предыдущим переписям в селе проживали татары.

## Инфраструктура
После Великой Отечественной в селе работал колхоз «Чия-Тау», куда входили жители Янкисяка и Хатмуллино.